# Kyoko Abe
Kyoko Abe (* 26. Februar 1950 in Tokio) ist eine japanische Pianistin, Komponistin und Musikpädagogin. 

## Leben
Während ihrer Zeit in der Grundschule von 1956 bis 1962 erhielt sie privaten Klavierunterricht. Von 1962 bis 1972 studierte sie an der Musikhochschule Kunitachi Kompositions bei Saburō Takatamit mit Hauptfach Klavier. An der Kineyaschule in Tokio erlernte sie das japanische Saiteninstrument Shamisen. In Tokio belegte sie den Kurs Komponieren und Arrangieren in der Populären Musik. 1972 erhielt sie den Takeoka Tsuruyo Award des Kunitachi College of Music. Seit 1972 lebt sie in Österreich. Von 1972 bis 1976 studierte sie an der Universität für Musik und darstellende Kunst Wien Elektroakustik bei Dieter Kaufmann und Komposition bei Erich Urbanner. Beim internationalen Giovanni Battista Viotti Wettbewerb in Italien erhielt sie 1977 einen Preis. Weitere Studien betrieb sie von 1980 bis 1984 bei Roman Haubenstock-Ramati. Sie ist seit 1980 Mitglied der Internationalen Gesellschaft für Neue Musik, zunächst in Japan später in Österreich. 1983 hielt sie Vorträge in der Abteilung für Musikwissenschaft der Universität Wien beim Anton-Webern-Kongress. Sie arbeitete zusammen mit dem Musikwissenschaftler Walter Pass. Auch an der Musikhochschule Kunitachi hielt sie Vorträge.
Ihre Werke wurden unter anderem bei den Darmstädter Ferienkursen für Neue Musik und beim Musikprotokoll des Steirischen Herbstes aufgeführt. 1988 war sie mit der Schweizer Tänzerin und Choreographin Bettina Nisoli (1953–1996) und dem österreichischen Maler Roman Scheidl (* 1949) Mitbegründerin des TA-MA-MU-Ensembles Wien(Tanz-Malerei-Musik). Im selben Jahr erhielt sie für ihre Komposition Midnightsummer den Ernst-Krenek-Preis der Stadt Wien. 1992 erfolgte ihre erste CD-Produktion beim Label King Records in Japan. 1990 erhielt sie beim Festival Ars Electronica einen Anerkennungspreis in der Kategorie Interaktive Kunst für ihre Komposition Fuji. 1992 erhielt sie beim MIDI-GO-AWARD, einen Ersten Preis in der Kategorie "Das Beste Notat" für ihre Komposition Die Zeitfalte I - (Die fünfte Dimension).
Seit 2003 ist sie Ehrenmitglied des TA-MA-MU-Vereins.

## Werke (Auswahl)

### Elektroakustische Musik
- Metamorphose I für Blockflöte, Cembalo und Tonband, Uraufführung 1977 in Wien
- Was halten Sie von elektronischer Musik ? - Ein Hörspiel für Tonband in Zusammenarbeit mit Mayako Kubo, Uraufführung 1978 in Darmstadt
- Fuji für Sopran und Tonband, Uraufführung 1989 in Wien
- Gong für Tonband, für TA-MA-MU komponiert, Uraufführung 1989 in Wien
- Das rote Objekt für Tonband, für TA-MA-MU komponiert, Uraufführung 1991 in Wien
- Das Herz für Tonband, für TA-MA-MU komponiert, Uraufführung 1991 in Wien
- Sunrise für Tonband, für TA-MA-MU komponiert, Uraufführung 1991
- Feder für Tonband, für TA-MA-MU komponiert, Uraufführung 1992 in Wien
- Zeitfalte II für Tonband, für TA-MA-MU komponiert, Uraufführung 1992 in Wien
- Die Koffer (quatre valises qui savent ou elles vont) für Tonband, für TA-MA-MU komponiert, Uraufführung 1994 in Wien

### Musik für verschiedene Ensembles
- Trois Pieces für drei Schlagzeuger, Uraufführung 1970 in Tokio
- Jo Ha Kyu für zwei Trompeten, zwei Hörner, zwei Posaunen, Bassposaune und zwei Schlagzeuger, Tokio[4]
- Midnightsummer für Oboe, Fagott, Trompete, Posaune, Schlagzeug, Harfe, zwei Violinen, Violoncello und Kontrabass, 1982
- Die Zeitfalte III für Flöte, Klarinette in B, Trompete, Posaune, Schlagzeug und Streichquartett, Uraufführung 1997 in Klagenfurt
- Soundscape für Klavier und Kammerorchester, Uraufführung 1999 in Sofia I City II Twilight Garden III Firework. Das Werk ist ein Auftragswerk der Japanischen Botschaft in Bulgarien.
- Turn [Die Wende] für Bassklarinette in B, Flöte, Klarinette in B, Klavier, Schlagzeug, Violine, Viola, Violoncello, Uraufführung 1997 in Klagenfurt
- Kassai Aomori [Prachtvoll Aomori] für Jazztrio (Bass, Klavier, Schlagzeug), Streichtrio und japanische Instrumente (Shakuhachi, Tsugarushamisen, Koto, Yokobue, Nebuta und Enburi), Uraufführung 2001 in Aomori

### Kammermusik
- Fantasie für Posaune und Klavier, Uraufführung 1971 in Tokio
- Quartett für Flöte, Trompete, Violine und Kontrabass, Uraufführung 1976 in Wien
- Sogu I [Die Begegnung] für zwei Klaviere, Uraufführung 1978 in Wien
- Sequenz für Flöte, Altflöte, Oboe, Englischhorn, Klarinette, Horn, Fagott, Entstehungsjahr 1983
- Mangrove für Marimbaphon und drei Schlagzeuger, Entstehungsjahr 1985
- Komet für Streichquartett, Uraufführung 1986 in Wien. Es ist ein Auftragswerk der Österreichischen Vereinigung für wirtschaftliche und kulturelle Beziehungen mit Japan[3]
- Mikro I für Saxophontrio, komponiert für TA-MA-MU, Uraufführung 1990 in Wien
- Die Zeitfalte I (Die fünfte Dimension) für Oboe, Violine, Kontrabass und Cembalo. Es ist ein Auftragswerk für das Ensemble Tokyo Virtuoso aus dem Jahr 1991.
- Die Zeitfalte II für Oboe, Violine, Kontrabass und Cembalo, Uraufführung 1992 in Saitama
- Mikro II für zwei Cembali, Uraufführung 1993 in Wien
- Sogu II für Flöte, Violine und Cembalo, Uraufführung 1993 in Zürich
- Drei Räume (Drei Studien für Saxophonschüler), für Saxophonquartett, Entstehungsjahr 1999, Uraufführung 1999 in Spittal an der Drau
- Trio for 3 für Flöte, Viola und Harfe, Uraufführung 1999 in Spittal an der Drau. Eingespielt wurde das Werk vom ORF auf der CD Unerhört - Musikfest Salzburg 2002 Und 2005 mit der Flötistin Irmgard Daxner der Harfenistin Silke Aichhorn und dem Bratscher Predrag Katanic (* 1971).

### Orchesterwerke
- Prelude für Blasorchester, Entstehungsjahr 1971, Uraufführung in Tokio 1971
- Drei Stücke für Orchester, Entstehungsjahr 1976

### Solowerke
- Solo für Cembalo, Entstehungsjahr 1974, Uraufführung 1978 in Tokio, veröffentlicht im Ariadne Musikverlag
- Sechs kleine Stücke für Solovioline, 1974 entstanden, Uraufführung 1975 in Wien, aufgenommen im ORF-Landesstudio Salzburg
- Rund um die Uhr (12 Mobile) für Klavier, Entstehungsjahr 1980, Uraufführung 1984 in Wien. Publiziert beim Musikverlag Ariadne in Wien
- Pausenfüller I "Mono...". für Solovioline, Uraufführung 1981 in Tirol
- Kristallillusion für Kristallmarimbaphon (oder Vibraphon), Uraufführung 1989 in Wien
- Poesie für Flöte, Uraufführung 1989 in Wien. Es ist ein Auftragswerk des Flötisten Wolfgang Breinschmid.
- Mouvement für Flöte, Uraufführung 1989 in Wien. Das Werk ist ein Auftragswerk für die Cembalistin Nomiko Nimmerrichter.
- Namaste I für Bassklarinette, Entstehungsjahr 2001. Das Werk ist ein Auftragswerk für den Klarinettisten Guido Arbinelli.
- Namaste II für Bassklarinette, Entstehungsjahr 2001, Uraufführung 2001 in Colorado Springs
- Namaste III für Bassklarinette, Entstehungsjahr 2001

### Vokalwerke
- Tekona für Bariton, Flöte, Harfe, Cembalo, Klavier, Schlagzeug, Violine und Violoncello. Text: Mushimaro Takahashi (8. Jahrhundert), Uraufführung 1972 in Wien
- Die Jahreszeiten für gemischten Chor, Text aus Kokin-wakashū und Shinkokin-wakashū, Entstehungsjahr 1979, uraufgeführt beim Steirischen Herbst 1981 in Graz
- Zwei japanische Lieder für Sopran und Klavier, Text: Minako Fukai, Uraufführung 1984 in Ashikaga
- Traum des Veilchens für Sopran, Uraufführung 1989 in Wien
- Fuji für Sopran und Tonband, Uraufführung 1989 in Wien
- Am frischen Mai für Frauenchor, Flöte und Klavier, Text: Michizou Takahashi, Uraufführung 1984 in Ashikaga. Ein Auftragswerk des Ashikawa Frauenchors